# Фирменное наименование
Фи́рменное наименова́ние – уникальное (как правило, словесное) обозначение товара, работы, услуги, учреждения, организации или предприятия. Для участников социально-экономических отношений, фирменные наименования являются инструментом, позволяющим отличить одну сущность от другой. Фирменное наименование товара, работы или услуги называется «товарным знаком» («торговой маркой»). В маркетинге вместо термина «фирменное наименование» зачастую используется заимствованное из английского языка слово «бренд», которое имеет более широкое значение. В то же время в Парижской конвенции понятия товарный знак и фирменное наименование не отождествляются: "Статья 8. (Фирменные обозначения).Фирменное наименование охраняется во всех странах Союза без обязательной подачи заявки или регистрации и независимо от того, является ли оно частью товарного знака".
Фирменные наименования являются интеллектуальной собственностью их владельцев, которая регулируется национальным законодательством той страны, на территории которой реализуется товар/услуга, выполняется работа или осуществляется деятельность юридического лица под данным фирменным наименованием. Регулирование прав на фирменные наименования на национальном уровне может приводить к конфликтам между иностранными и отечественными правообладателями. Так, использование американской компанией Apple фирменного наименования iPad на китайском рынке вылилось в судебную тяжбу с китайской компанией Proview, которой принадлежали права на торговую марку iPad в Китае и Тайване.
Одинаковые фирменные наименования юридических лиц могут создавать курьезные ситуации на рынке. К примеру, между американской компанией Apple Inc. и британским конгломератом Apple Corps Ltd. нет ничего общего кроме слова «apple» в их фирменных наименованиях; тем не менее, в разговорной речи каждое из предприятий зачастую именуется просто «Apple».

## Российская Федерация
В России фирменное наименование юридического лица охраняется в соответствии со статьями 1473–1476 IV части ГК РФ как средство индивидуализации. Фирменное наименование определяется в учредительных документах лица и состоит из двух частей: корпуса (организационно-правовая форма) и вспомогательной части (название). Например: ПАО «Газпро́м».
Организация, фирменное наименование которой зарегистрировано в установленном порядке, имеет исключительное право на него. Лицо, неправомерно использующее чужое зарегистрированное фирменное наименование, по требованию обладателя права на него обязано возместить причиненные убытки. Не допускается использование юридическим лицом фирменного наименования, тождественного фирменному наименованию другого юридического лица или сходного с ним до степени смешения, если указанные юридические лица осуществляют аналогичную деятельность и фирменное наименование второго юридического лица было включено в Единый государственный реестр юридических лиц ранее, чем фирменное наименование первого юридического лица. Распоряжение исключительным правом на фирменное наименование (в том числе путём его отчуждения или предоставления другому лицу права использования фирменного наименования) не допускается.
Фирменное наименование лица влияет на отношение потребителей к нему. К примеру, если знакомое потребителю фирменное наименование вызывает у потребителя ассоциацию с деятельностью предприятия и положительные эмоции, это повышает вероятность доверия со стороны потребителя. По данным социологических исследований, если наименование предприятия вызывает у потребителей отторжение, то 11 процентов из них отказываются от приобретения его товаров или услуг.